# Ligne A du métro de Rotterdam
Pour les articles homonymes, voir Ligne A.
La ligne A du métro de Rotterdam est une ligne de métro de Rotterdam. Elle relie la station Schiedam-Centre (Schiedam) à Binnenhof (quartier Ommoord). 
Avant que toutes les lignes de métro rotterdamoises reçoivent leur propre lettre le 13 décembre 2009, la ligne A faisait partie de la ligne Caland. Pour la plupart, la ligne a le même itinéraire que la ligne B, après la station Graskruid les deux lignes se séparent. La ligne est conçu comme tramway rapide entre les stations Capelsebrug et le terminus Binnenhof (« Cour-Intérieure »).

## Tracé et stations

### Liste des stations
|  |   |  | Station             | Communes desservies | Correspondances |
|  | - |  | ------------------- | ------------------- | --------------- |
|  | o |  | Binnenhof           | Rotterdam           |                 |
|  | • |  | Romeynshof          | Rotterdam           |                 |
|  | • |  | Graskruid           | Rotterdam           | B               |
|  | • |  | Alexander           | Rotterdam           | NS              |
|  | • |  | Oosterflank         | Rotterdam           |                 |
|  | • |  | Prinsenlaan         | Rotterdam           |                 |
|  | • |  | Schenkel            | Rotterdam           |                 |
|  | • |  | Capelsebrug         | Rotterdam           | C               |
|  | • |  | Kralingse Zoom      | Rotterdam           |                 |
|  | • |  | Voorschoterlaan     | Rotterdam           |                 |
|  | • |  | Gerdesiaweg         | Rotterdam           |                 |
|  | • |  | Oostplein           | Rotterdam           |                 |
|  | • |  | Blaak               | Rotterdam           | NS              |
|  | • |  | Beurs               | Rotterdam           | D E             |
|  | • |  | Eendrachtsplein     | Rotterdam           |                 |
|  | • |  | Dijkzigt            | Rotterdam           |                 |
|  | • |  | Coolhaven           | Rotterdam           |                 |
|  | • |  | Delfshaven          | Rotterdam           |                 |
|  | • |  | Marconiplein        | Rotterdam           |                 |
|  | • |  | Schiedam Centrum    | Schiedam            | NS              |
|  | • |  | Schiedam Nieuwland  | Schiedam            |                 |
|  | • |  | Vlaardingen Oost    | Flardingue          |                 |
|  | • |  | Vlaardingen Centrum | Flardingue          |                 |
|  | o |  | Vlaardingen West    | Flardingue          |                 |

## Projets

### Le rattachement de laHoekse Lijn

Le réseau métropolitain de Rotterdam à partir de 2019 avec le rattachement de la ligne du Hoek (la station Hoek van Holland Strand a eté ouverte en 2023).

La « ligne du Hoek (nl) » (Hoekse Lijn) relie Schiedam à Hoek van Holland. Depuis le 1er avril 2017, elle a été intégralement fermée au trafic ferroviaire des NS, afin de la transformer en ligne de métro, qui constituera un prolongement des lignes A et B à partir de la station de Schiedam-Centre.  La ligne A sera prolongée jusqu'à Flardingue. Le prolongement de la ligne ouvrira aux passagers le 30 septembre 2019.